# Johan Friderich Schwabe
Johan Friderich Schwabe (auch Johan Frederik Schwabe; * 13. Februar 1749 in Stange; † 2. September 1821 in Rør, Ringsaker) war ein norwegischer Jurist und Inspektor in Grönland.

## Leben

### Frühes Leben
Johan Friderich Schwabe war der Sohn des Sorenskrivers Hans Henrich Schwabe (1713–1776) und seiner Frau Rebecca Hof (1730–?). Als er drei Jahre alt war, kaufte sein Vater den Hof Sakslund nordwestlich von Stange, wo Johan Friderich aufwuchs, bis er zehn Jahre alt war. Die Ehe der Eltern funktionierte nicht und schließlich sorgte sein Großvater, Propst Ole Hannibal Hof, dafür, dass seine Tochter mit ihren drei Kindern ihren Ehemann verlässt und bei ihm wohnt, da er meinte, dass Hans Henrich Schwabe seine Tochter misshandelte. Schließlich zog er nach Odense in Dänemark, wo er den Rest seiner Jugend verbrachte und die dortige Domschule besuchte. Am 29. Juli 1766 legte er das examen artium an der Universität Kopenhagen ab und im Jahr darauf das Zweitexamen beim Orientalisten Johan Christian Kall. Anschließend kehrte er nach Norwegen zurück, wo er als Büroangestellter und später als Sorenskriversekretär arbeitete. Danach zog er wieder nach Kopenhagen, wo er am 20. Februar 1776 an der Universität das juristische Examen ablegte. Er wurde bei seinem Vater angestellt, der wenige Monate später starb. Johan Friderich Schwabe wurde kommissarisch Nachfolger seines Vaters als Sorenskriver in der Sorenskriveri Hedmark, die Anfang 1777 zweigeteilt wurde. Johan Friderich war weiterhin kommissarisch für beide Sorenskriverien zuständig, erhielt aber schließlich keines der beiden Ämter fest. Er kehrte erneut nach Kopenhagen zurück und bewarb sich beim König um ein Amt im Raum Kristiansand, das er ebenfalls nicht erhielt.

### Inspektionsreise nach Grönland
Im April 1779 wurde der gemeinsam mit Bendt Olrik vom König damit beauftragt, den Walfang in Grönland zu untersuchen, der nicht die finanziellen Erwartungen erfüllte. Obwohl Schwabe und Olrik keinerlei Verbindungen zu Grönland hatten, hatte Regent Ove Høegh-Guldberg beide persönlich ausgewählt. Im September 1779 fuhr er in Europa ab und erreichte im November Grönland, wo er sich hauptsächlich in der Diskobucht aufhielt. Meistens war er in der Loge Godhavn in Qeqertarsuaq und der Kolonie Jakobshavn in Ilulissat. Daneben fuhr er im Sommer mit den Walfängerschiffen umher und im Winter mit Hundeschlitten. Neben dem Walfang untersuchte er auch Kohlevorkommen im Kolonialdistrikt Ũmánaĸ und im Kolonialdistrikt Ritenbenk. Im Sommer 1781 kehrte er nach Dänemark zurück, wo er einen ausführlichen Bericht zur Lage des Handels und Walfangs abgab, samt ausführlicher Vorschläge zu deren Verbesserung. Dieser war stark geprägt von den Erläuterungen des Missionars Jørgen Sverdrup, mit dem Schwabe in den zwei Jahren in Grönland Freundschaft geschlossen hatte. Aus dem Bericht ging die Instruksen hervor, die vorschrieb, wie die Handelsangestellten unter Den Kongelige Grønlandske Handel den Kolonialhandel durchzuführen hatten. Mit der Instruksen wurde auch das Inspektorenamt eingeführt, wobei Grönland geteilt in die zwei Inspektorate Nordgrönland und Südgrönland von je einem Inspektor geleitet werden sollte, dem alle Kolonien im jeweiligen Inspektorat unterstanden.

### Zeit als Inspektor
Im Spätsommer 1781 wurde beschlossen, dass Schwabe das Inspektorenamt in Nordgrönland erhalten sollte, während Bendt Olrik in Südgrönland eingesetzt werden sollte. Kurz darauf reiste Johan Friderich Schwabe nach Norwegen, wo er am 29. Oktober 1781 in Bragernes Birgitha Henrichsdatter Larsen (1754–1827) heiratete, mit der er bereits 1777 ein uneheliches Kind bekommen hatte. Sie war die Tochter des Bauern Henrich Larsen Haagenstad und seiner Frau Pernille Andersdatter. Im folgenden Winter reiste Schwabe in seiner Heimat umher und versuchte Leute für den Handelsdienst in Grönland anzuwerben. Unter den Angeworbenen war sein Cousin Peder Boyesen Dorf. Am 7. Januar 1782 wurden Schwabe und Olrik zu Wirklichen Kammerräten ernannt und im Mai 1782 machte er sich auf die Reise nach Grönland. Er erhielt seinen Sitz in der Loge Godhavn, da man meinte, dass von dort aus der Rest des Inspektorats am besten bereist werden konnte. Er erreichte die Kolonie am 23. Juli, aber das Schiff, dass sein Wohnhaus mitbringen sollte, war noch nicht angekommen, sodass er anfangs anderswo wohnen musste. Auch nach der Fertigstellung des Gebäudes, war dieses so schlecht gebaut, dass ein übermäßig großer Teil Kohle für dessen Beheizung gebraucht werden musste.
Seine Arbeit wurde hochgeschätzt und besonders beliebt war er für seinen Fleiß, seine Sorgfältigkeit, seine Sparsamkeit, seine Freundlichkeit und die Tatsache, dass er vorbildlich zwischen der grönländischen Bevölkerung und den Kolonialisten vermittelte. 1783 gründete er gar einen Hilfsfonds für grönländische Walfänger. Dies gilt als weltweit erste Sozialhilfe. 1785 brach eine Typhusepidemie in Grönland aus und Schwabe war außerordentlich an Eindämmung und Prävention der Krankheit interessiert, sodass er eigenhändig eine Broschüre zeichnete, die alle Bewohner über die Krankheit informieren sollte. Diese Broschüre war medizinisch so korrekt und ausführlich, dass sogar Ärzte von dem Wissen Schwabes erstaunt waren.
Das raue Wetter Grönlands jedoch schadete seiner Gesundheit, sodass er am 31. August 1785 ein Rückkehrgesuch schrieb, das am 1. Mai 1786 angenommen wurde. An Bord der Ebenezer machte er sich im Oktober 1786 auf die Reise zurück nach Europa. Er erreichte Norwegen nach harter Überfahrt und überwinterte dort, bevor er im Frühjahr 1787 Kopenhagen erreichte. Wegen seiner herausragenden Leistungen erhielt er eine äußerst großzügige Pension, die über den vorherigen Vereinbarungen lag.

### Spätes Leben
Im November 1787 bat er um das Amt des Lagmanns in Oppland, das ihm im Januar 1788 gewährt wurde. Da er zugleich aber auch Mitglied der grönländischen Handelskommission war, konnte er das Amt nicht antreten. In der Handelskommission wurde über die mögliche Privatisierung des Handels debattiert. Zu diesem Zeitpunkt starb auch Poul Egede und Schwabe wurde auf dessen Wunsch sein Nachlassverwalter. Erst 1789 konnte Johan Friderich Schwabe sein Amt antreten und ließ sich auf dem Hof Rør westlich von Brumunddal nieder. 1797 wurde das Amt des Lagmanns abgeschafft und Schwabe erhielt nach ausgezeichneter Amtsführung eine noch großzügigere Pension. Anschließend erhielt er die Erlaubnis den auf eigene Kosten ausgebauten Hof zu kaufen mitsamt dem Nebenhof Bangsberg, den er später mit großem Gewinn verkaufte. Am 18. Juli 1800 wurde Johan Friderich Schwabe von seiner Frau geschieden, da diese geisteskrank geworden war. Er starb 1821 im Alter von 72 Jahren als reicher Mann.

### Nachkommen
Aus seiner Ehe hatte Johan Friderich Schwabe folgende Kinder:
- Fredericha Sophia Schwabe (1777–1859), verheiratet mit Pastor und Politiker Hieronymus Heyerdahl (1773–1847)
- Rebekka (1782–jung)
- Hans Hendrich (1784–?), für unmündig erklärt
- Christian (1787–1841), Leutnant
- Anne Sophie (um 1791–?), verheiratet mit Leutnant Wincens Sommerschield
- Margrethe Marie (um 1792–?), verheiratet mit Pastor Hans Heyerdahl
- Rebekka (1794–1866), verheiratet mit Propst Vincent Stoltenberg Bull (1768–1836)
- Gunhild (1797–1878), verheiratet mit Pastor Ole Berg (1793–1875)